# Peretz Bernstein
Peretz Bernstein né Shlomo Fritz Bernstein (en hébreu :   פרץ ברנשטיין) est un homme politique israélien.

## Biographie
Il est né à Meiningen. Il quitte l'Allemagne pour les Pays-Bas avant la Première Guerre mondiale, afin de ne pas se faire incorporer dans l'armée allemande.
En 1917, il rejoint l'Organisation sioniste mondiale et en devient le secrétaire.
En 1925, il devient rédacteur en chef du 'Zionist weekly'. De 1930 à 1935, il devient président de l'Organisation sioniste mondiale. Il s'installe en Palestine mandataire en 1936 et rejoint l'Agence juive.  
En 1948, il est parmi les signataires de la Déclaration d'indépendance de l'État d'Israël. Il devient ministre de l'industrie en 1948.